# Gare routière de Kiev
La gare routière de Kiev (en ukrainien : Київський Центральний Автовокзал) est la principale gare routière située à Kyiv en Ukraine.

## Situation
La gare routière se trouve place Demiivska dans le raïon de Holossiïv.

## Intermodalité
Elle est connectée avec la station Demiïvska du métro de Kiev.

## Desserte
La gare est desservie par des transports inter-régionaux comme Kiev-Odessa.

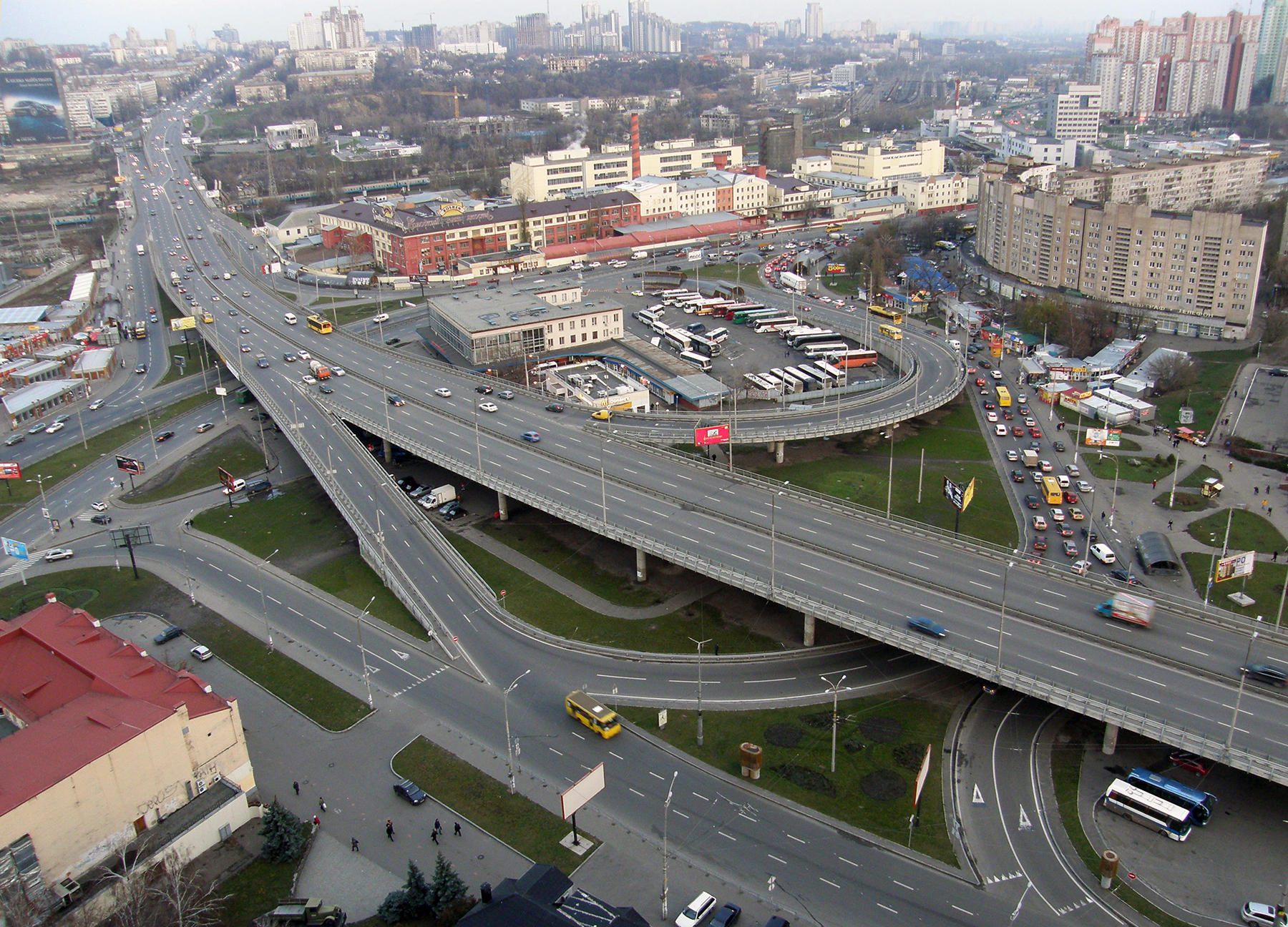
Au cœur de la place Demiivska.